# Gobrias (hijo de Darío I)
Gobrias (antiguo persa Gaubaruva) era uno de los hijos del rey persa Darío I y de su esposa Artistona, hija de Ciro el Grande.
Luchó junto al rey Jerjes I, su hermano paterno, durante la segunda guerra médica (480-479 a. C.), comandando a los mariandinos, ligies y capadocios, pueblos de Asia Menor. 

## Citas clásicas
- Heródoto, Historias 7.72.2.
- Plutarco, Vida de Cimón 12.5 (citando a Calístenes).
- Pseudo Platón, Axíoco 371a.